# Бермуди на Светском првенству у атлетици у дворани 2012.
Бермуди су десети пут учествовали на Светском првенству у атлетици у дворани 2012. одржаном у Истанбулу од 9. до 11. марта. Репрезентацију Бермуда представљао је један такмичар, који је наступио у скоку удаљ.
Бермуди нису освојили ниједну медаљу нити је постигнут неки рекорд.

## Учесници
Мушкарци:
- Тајрон Смит — Скок удаљ

## Резултати

### Мушкарци
| Атлетичар   | Дисциплина | Лични рекорд | Квалификације | Квалификације | Финале               | Финале  | Детаљи |
| Атлетичар   | Дисциплина | Лични рекорд | Резултат      | Место         | Резултат             | Место   | Детаљи |
| ----------- | ---------- | ------------ | ------------- | ------------- | -------------------- | ------- | ------ |
| Тајрон Смит | Скок удаљ  | 7,82 НР      | 7,80          | 10            | Није се квалификовао | 10 / 15 |        |